# HaTzofe
HaTzofe (in Ebraico: הצופה, L'osservatore) è stato un quotidiano in lingua ebraica pubblicato in Israele. Nell'aprile del 2007 è divenuto un settimanale fino alla sua chiusura nell'anno successivo. 
Secondo il sito del quotidiano, il punto di vista del giornale era sionista, nazionalista e religioso. Affermava di essere l'unico quotidiano politicamente di destra in Israele con un'enfasi sul sionismo religioso. Il quotidiano è stato associato in passato al movimento Mizrachi e al Partito Nazionalista Religioso.
Nel maggio 2003, Shlomo Ben-Tzvi fondò il quotidiano e nel 2004 lanciò anche il settimanale Makor Rishon. Il 25 aprile 2007, HzTzofe sospese le pubblicazioni per divenire un inserto settimanale di Makor Rishion divenuto a sua volta un quotidiano. L'ultima edizione uscì il 26 dicembre 2008.
| Controllo di autorità | J9U (EN, HE) 987007411092205171 |